# Ortenberg (Baden)
Ortenberg ist eine Gemeinde in Baden-Württemberg und gehört zum Ortenaukreis. Sie ist die flächenmäßig kleinste Gemeinde dieses Landkreises.

## Geographie

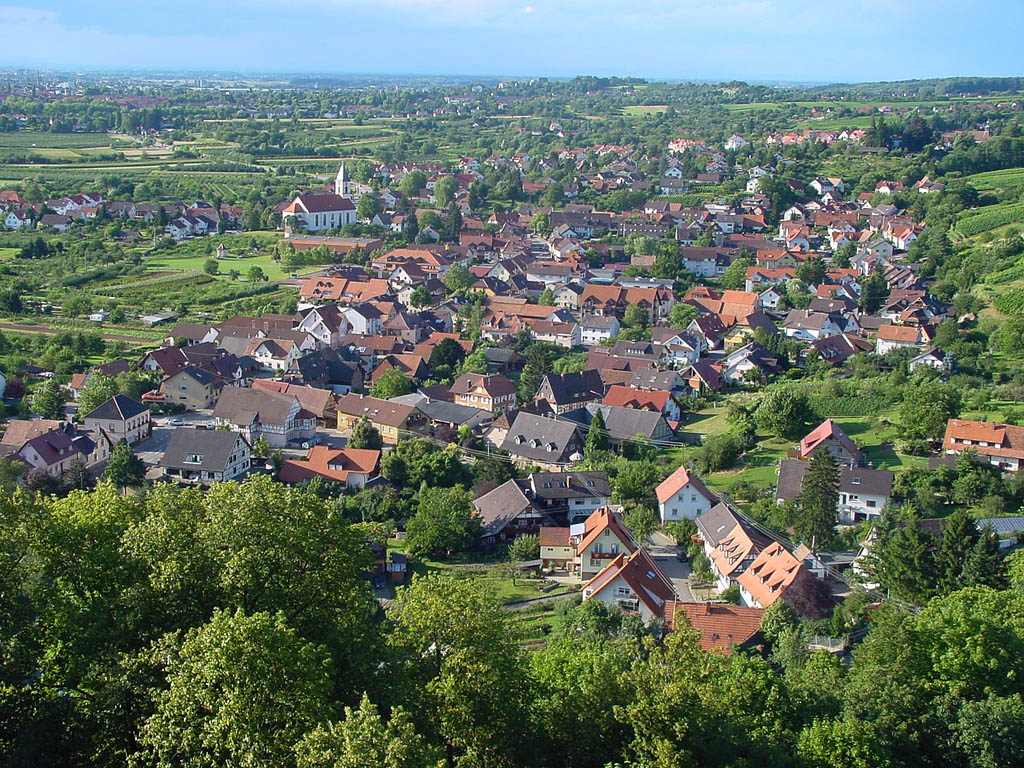
Ortenberg, von den Weinbergen aus betrachtet

### Geographische Lage
Ortenberg liegt in den Vorbergen des Schwarzwalds am Austritt der Schwarzwälder Kinzig in die Rheinebene und grenzt an die Kreisstadt Offenburg. Die Badische Weinstraße führt durch Ortenberg.

### Nachbargemeinden
Die Gemeinde ist an drei Seiten vom Stadtgebiet Offenburgs umschlossen und grenzt im Osten an Ohlsbach.

### Gemeindegliederung
Zur Gemeinde Ortenberg gehören das Dorf Ortenberg, die Weiler Fröschlach, Käfersberg (beide mit Ortenberg zusammengewachsen) und Steingrube und die Wohnplätze Bachgraben und Schloss. In Ortenberg aufgegangen ist die Ortschaft Freudental.

## Geschichte
Das Dorf wurde im Jahre 1148 erstmals urkundlich erwähnt, damals trug es noch den Namen Dottenwiler/Tatenwilre. Erst Mitte des 14. Jahrhunderts wurde der Name der Burg, die bereits 1233 als castrum Ortinberg bezeichnet wurde, auch für das Dorf verwendet. Die Burg wurde 1678 zerstört. Leonhard von Berckholtz baute sie im 19. Jahrhundert wieder auf.
In Ortenberg wurden von 1573 bis 1630 Hexenverfolgungen durchgeführt. 19 Frauen gerieten in Hexenprozesse und wurden hingerichtet.
Ortenberg gehörte lange Zeit zum Landkreis Offenburg, als dieser 1973 aufgelöst wurde, kam der Ort zum neugebildeten Ortenaukreis.
Am 19. Juni 1974 unterschrieb die Gemeinde einen Vertrag über die Gründung einer Verwaltungsgemeinschaft mit Offenburg, Durbach und Hohberg.

## Demographie
Einwohnerzahlen nach dem jeweiligen Gebietsstand.
| Jahr | Einwohnerzahl |
| ---- | ------------- |
| 1814 | 1.001         |
| 1834 | 1.355         |
| 1864 | 1.323         |
| 1913 | 1.491         |
| 1939 | 1.907         |
| 1961 | 2.417         |
| 1970 | 2.813         |
| 2011 | 3.294         |
| 2022 | 3.457         |

## Politik

### Gemeinderat
Die Kommunalwahl vom 9. Juni 2024 führte bei einer Wahlbeteiligung von 72,6 % zu folgendem Ergebnis:
| Partei / Liste             | 2024          | 2024   | 2019          | 2019   |
| Partei / Liste             | Stimmenanteil | Sitze  | Stimmenanteil | Sitze  |
| -------------------------- | ------------- | ------ | ------------- | ------ |
| CDU                        | 40,8 %        | 5      | 45,9 %        | 6      |
| Bürger für Ortenberg / SPD | 27,6 %        | 3      | 45,5 %        | 5      |
| Freie Bürger Ortenberg     | 23,5 %        | 3      | --            | --     |
| Bündnis 90/Die Grünen      | 8,2 %         | 1      | --            | --     |
| Freie Liste / FDP          | --            | --     | 8,6 %         | 1      |
| Wahlbeteiligung            | 72,6 %        | 72,6 % | 67,2 %        | 67,2 % |

### Bürgermeister
- 1946–1969: Joseph Vollmer (-1992)
- 1969–2008: Hermann Litterst (1940–2022)
- 2008–2024: Markus Vollmer (* 1965)
- seit 2024: Amalia Lindt-Herrmann (* 1974, FDP)

### Verwaltung
Die Gemeinde gehört wie die Gemeinden Durbach, Hohberg und Schutterwald der Vereinbarten Verwaltungsgemeinschaft der Stadt Offenburg an.

### Partnerschaften
Ortenberg unterhält mit folgenden Städten eine Städtepartnerschaft:
- Stotzheim, Elsass, Frankreich, seit 1965
- Ortenberg, Hessen, Deutschland, seit 1976

## Kultur und Sehenswürdigkeiten

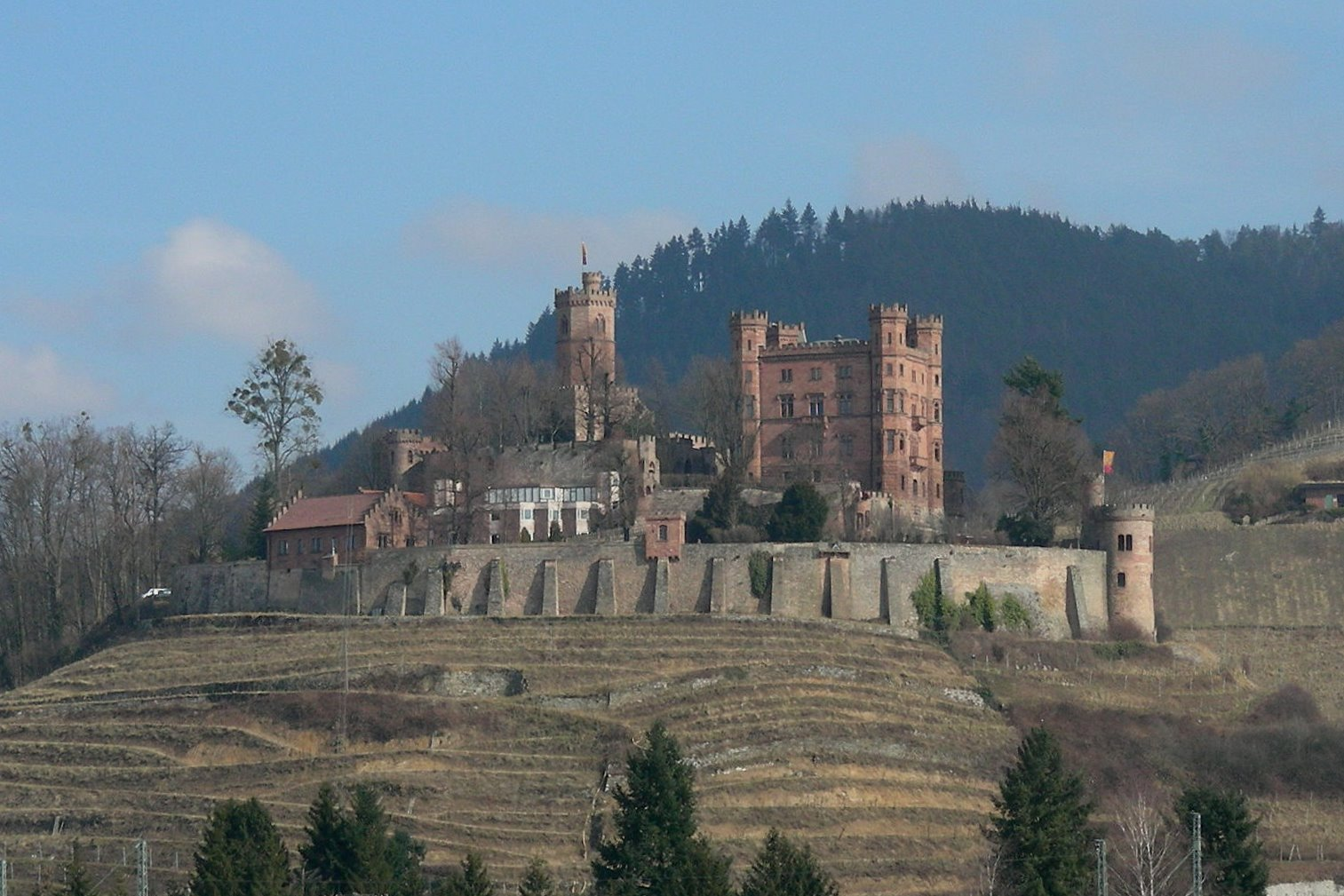
Schloss Ortenberg

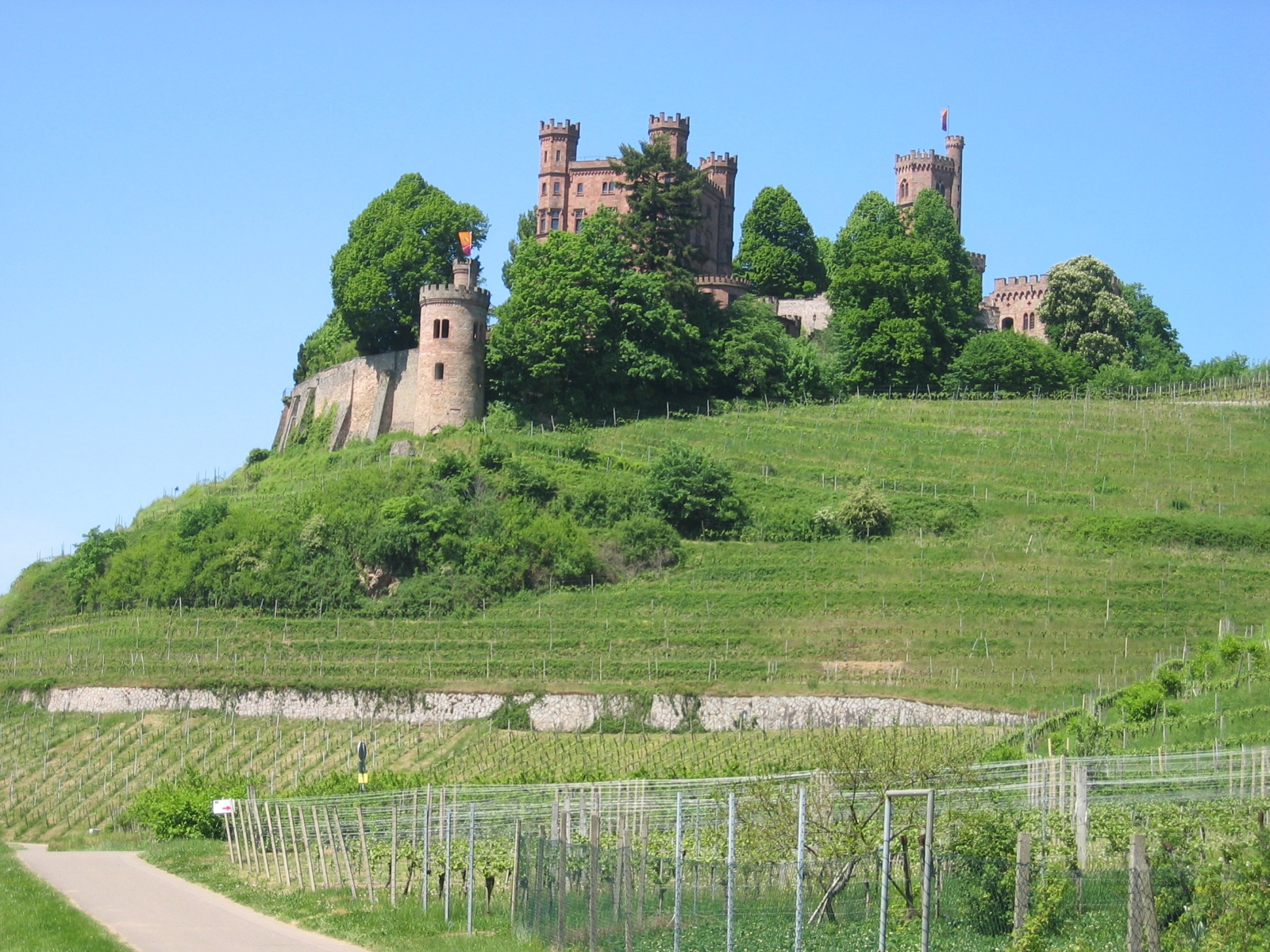
Schloss Ortenberg im Mai 2008

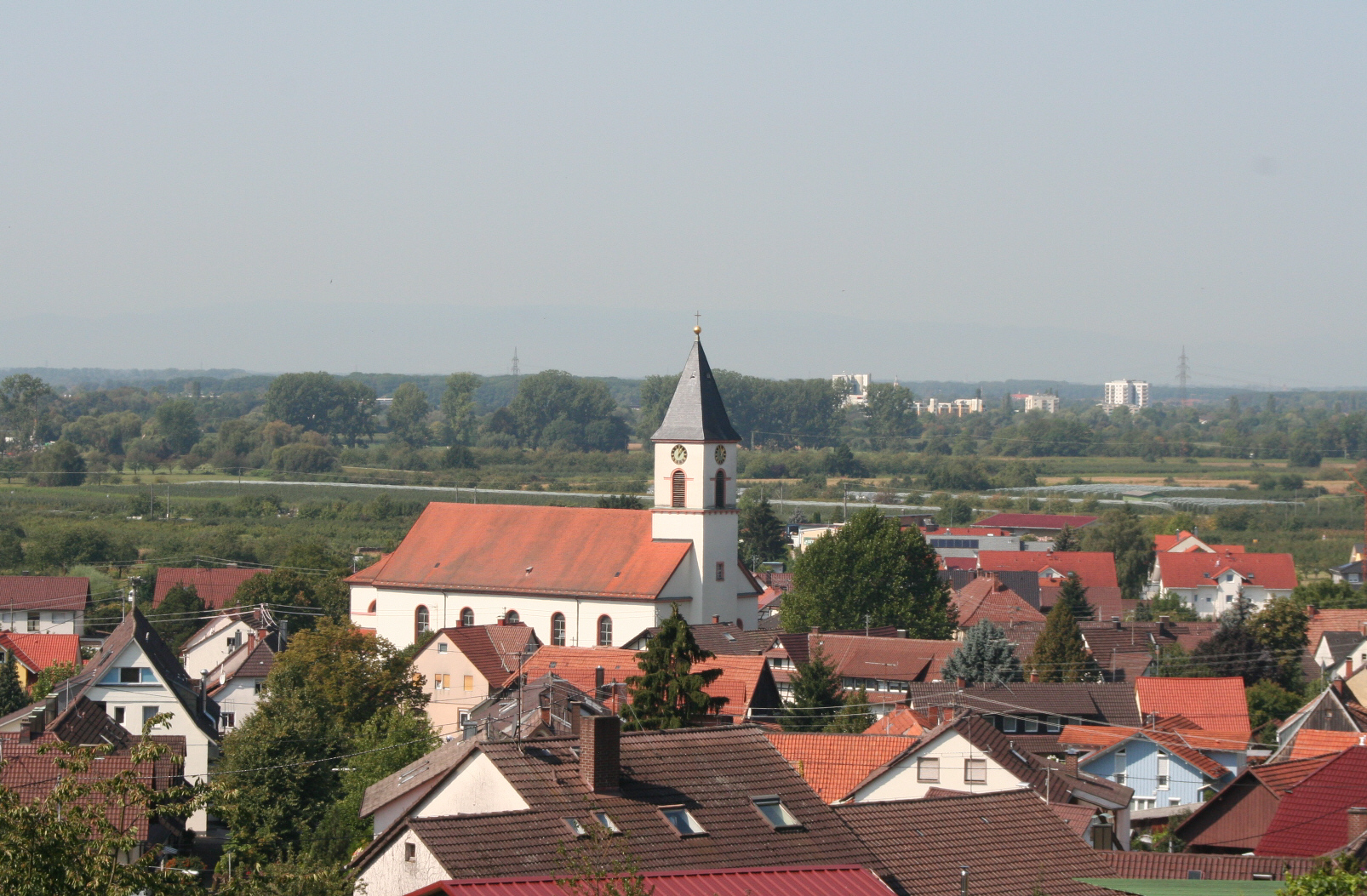
Kirche St. Bartholomäus von Hans Voß

### Sehenswürdigkeiten
Das Schloss Ortenberg dient als Jugendherberge, die Turmanlagen sind jedoch öffentlich zugänglich. Der heutige schlossartige Bau wurde 1838 bis 1843 vom livländischen Kaufmann Gabriel Leonhard von Berckholtz nach Plänen des Architekten Friedrich Eisenlohr an der Stelle der Burg Ortenberg errichtet, die 1678 zerstört worden war. Entgegen der landläufigen Meinung gab diese ehemalige Reichsburg nur dem Ort ihren Namen, nicht aber der Landschaft Ortenau. Diese Bezeichnung wird abgeleitet aus dem früheren Begriff Mortenau (von lat. Moridunum = Sumpfland), dessen Anfangskonsonant ab dem späten 16. Jahrhundert dem Volksmund zum Opfer fiel.
Die Bühlwegkapelle wurde 1497 erbaut und wird seit 1972 ökumenisch genutzt.
Die Pfarrkirche St. Bartholomäus wurde 1824 vom Architekten Hans Voß im Weinbrenner-Stil erbaut. Die Altargemälde im Nazarener-Stil stammen von der Malerin Marie Ellenrieder.

### Religion
Seit der Dekanatsreform am 1. Januar 2008 gehört Ortenberg mit der St. Bartholomäus-Kirche zum Dekanat Offenburg-Kinzigtal und gehört zudem zu der Seelsorgeeinheit Vorderes Kinzigtal St. Pirmin.

## Wirtschaft und Infrastruktur
Ortenberg ist ein Weinbauort, dessen Lagen zur Weinbauregion Ortenau im Weinbaugebiet Baden gehören.

### Verkehr
Zwar tangiert die von Offenburg nach Singen (Hohentwiel) führende Schwarzwaldbahn Ortenberg am südwestlichen Ortsrand, der Haltepunkt der Gemeinde ist jedoch seit den 1980er Jahren stillgelegt. Für eine Wiederinbetriebnahme der Station gibt es zurzeit keine konkreten Planungen.
Durch eine Alltagsroute aus dem Radnetz Baden-Württemberg ist Ortenberg mit Offenburg und über Ohlsbach und Gengenbach mit Haslach im Kinzigtal verbunden.
Durch Ortenberg verläuft als Landes-Radfernweg der Badische Weinradweg. Er führt von Grenzach-Wyhlen am Hochrhein nach Laudenbach im Norden Baden-Württembergs, dabei werden sieben der neun badischen Weinanbaugebiete untereinander verbunden. Die Route verläuft von Gengenbach nach Ortenberg und weiter oberhalb der Offenburger Stadtteile Fessenbach und Zell-Weierbach nach Durbach und Oberachern.

### Bildung
Mit der Von-Berckholtz-Schule gibt es eine Grundschule in Ortenberg. Für die jüngsten Einwohner gibt es einen Kindergarten.

## Persönlichkeiten

### Aus Ortenberg stammend
- Theodor von Brand (1899–1978), deutschamerikanischer Parasitologe
- Angelica Schwall-Düren (* 1948), Politikerin (SPD), wuchs in Ortenberg auf.

### Ehrenbürger
- 1938: Gabriel Leonhard von Berckholtz[8] (1781–1863), baltischer Edelmann und Kaufmann
- 1987: Franz Vollmer, Autor und Heimatforscher
- 1998: René Weisgerber, Altbürgermeister der elsässischen Partnergemeinde Stotzheim
- 2008: Hermann Litterst, Bürgermeister von 1969 bis 2008[9]
- 2009: Richard Huber, Gemeindepfarrer von 1991 bis 2009[10]